# Tuberculatus columbiae
Tuberculatus columbiae är en insektsart som beskrevs av Richards 1965. Tuberculatus columbiae ingår i släktet Tuberculatus och familjen långrörsbladlöss. Inga underarter finns listade i Catalogue of Life.